# Isodemis illiberalis
Isodemis illiberalis là một loài bướm đêm thuộc họ Tortricidae. Nó được tìm thấy ở Trung Quốc (Quảng Đông, Quảng Tây, Vân Nam), Việt Nam, Thái Lan, Ấn Độ và Nepal.
Sải cánh dài 16–19.5 mm.